# James Hope-Johnstone, 3. Earl of Hopetoun

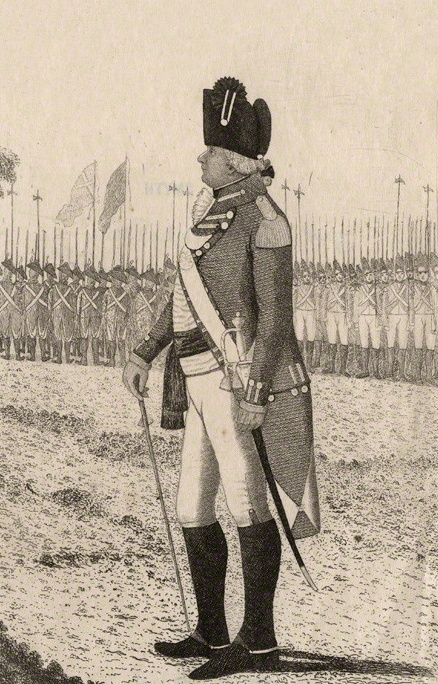
James Hope-Johnstone, 3. Earl of Hopetoun

James Hope-Johnstone, 3. Earl of Hopetoun (* 23. August 1741; † 29. Mai 1816 auf Hopetoun House, Linlithgowshire), war ein schottischer Peer.
Hope-Johnstone war der Sohn von John Hope, 2. Earl of Hopetoun und seiner ersten Ehefrau Anne, einer Tochter von James Ogilvy, 5. Earl of Findlater. Als Heir apparent seines Vaters führte er von 1742 bis 1781 den Höflichkeitstitel Viscount Aithrie. Beim Tod seines Vaters erbe er 1781 dessen Earlstitel. Er hatte von 1794 bis 1816 das Amt des Lord Lieutenant von Linlithgowshire inne. Ferner war er von 1784 bis 1790, sowie noch einmal von 1794 bis 1796 als schottischer Representative Peer gewähltes Mitglied des britischen House of Lords. 1809 wurde ihm in der Peerage of the United Kingdom der Titel Baron Hopetoun, of Hopetoun im County of Linlithgow, verliehen, mit dem Recht den Titel auf alle männlichen Nachkommen seines Vaters zu vererben. Hierdurch erhielt er einen ständigen Sitz im House of Lords.
1792 beerbte er de jure seinen Großonkel George van den Bempdé-Johnstone, 3. Marquess of Annandale, als 5. Earl of Annandale and Hartfell, obwohl er den Titel niemals erfolgreich beanspruchte. Er erbte auch Johnstones Familienbesitzungen und ergänzte seinen Familiennamen „Hope“ um dessen Familiennamen zu „Hope-Johnstone“.
Hope-Johnstone heiratete 1766 Lady Elizabeth, Tochter von George Carnegie, 6. Earl of Northesk. Das Paar hatte fünf Töchter. Lady Elizabeth verstarb 1793. Ihr Ehemann überlebte sie über zwanzig Jahre und verstarb im Mai 1816 im Alter von 74 Jahren. Die Earlswürde erbte sein Halbbruder John. Sein Anspruch auf den Titel Earl of Annandale and Hartfell ging auf seine älteste Tochter Anne über, da dieser auch in weiblicher Linie vererbt werden konnte.
1786 wurde er zum Fellow der Royal Society of Edinburgh gewählt.